# Aéroport international Roméo-LeBlanc
L'aéroport international Roméo-LeBlanc, code IATA : YQM • code OACI : CYQM, est un aéroport de la ville de Moncton (Nouveau-Brunswick) au Canada se situant à un peu moins de 10 km du centre-ville.
L'aéroport international Roméo-LeBlanc a connu une croissance importante. Entre 1997 et 2011, le trafic des passagers a augmenté de plus de 140 %, pour un total en 2014 de 677 159 passagers. L'aéroport a reçu 23 035 tonnes métriques de cargo en 2011. Les mouvements aérien ont atteint, quant à eux, d'un sommet de 158 456 en 2009 à 79 026 en 2011, causé surtout par un ralentissement des activités de l'école d'aviation de Moncton. Il est, en ce moment[Quand ?], classé 23e au Canada pour le nombre de mouvements d'avions.
Les agents des Agences des Services Frontaliers du Canada de l'aéroport peuvent supporter des avions jusqu'à 225 passagers,. Toutefois, des avions pouvant accueillir 580 passagers, tel un Boeing 747, ont déjà atterri à l'Aéroport de Moncton,.
L'aéroport comprend l'école d'aviation de Moncton, la plus grande école d'aviation au pays.
L'aéroport, qui fait partie du Réseau national des aéroports, est un aéroport privé, et est géré par Direction de l’Aéroport international du Grand Moncton (DAIGM) Inc.

## Histoire
Le 11 janvier 1928, le premier vol de l'aéroport prit place. Ce vol avait transporté des passagers et des courriers vers les Îles de la Madeleine. Deux endroits ont été considérés pour la construction de l'aéroport. L'endroit de (Léger's Corner) fut finalement choisi à cause des meilleures conditions d'atterrissage. Une partie de ces terres fut donnée à la ville de Moncton par Simon B. LeBlanc, un développeur, propriétaire de terre et propriétaire du centre d'achat du même nom ainsi que du bureau de poste situés à l'angle sud des rues Acadie et Champlain d'aujourd'hui.
En 1929, une compagnie locale privée acheta la terre, et durant les années qui suivirent, deux pistes furent construites en plus des structures pour un aéroport. Ce fut aussi en 1929 que le club Moncton Aero fut fondé, en plus de l'école d'aviation internationale. Ceux-ci deviendront plus tard l'école d'aviation de Moncton, l'une des premières écoles d'aviation au Canada. Toujours la même année, l'aéroport augmenta son réseau de dérive de courriers jusqu'à l'Île-du-Prince-Édouard et jusqu'à Montréal.

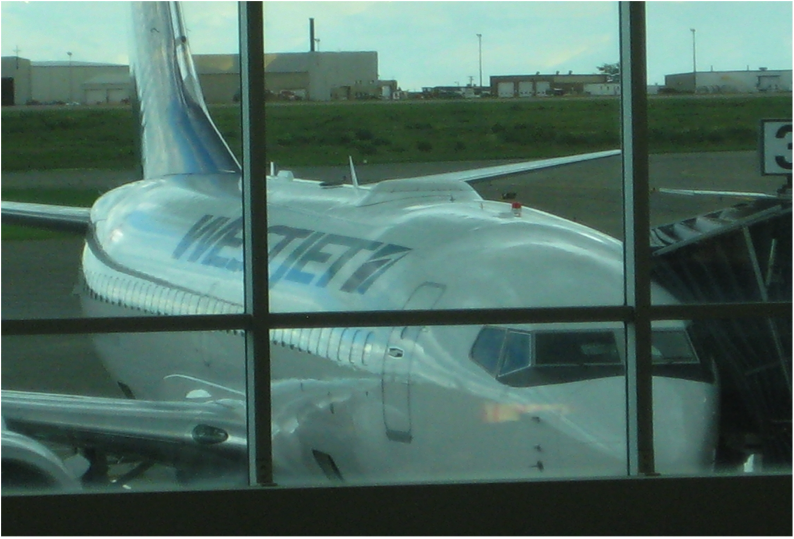
Un avion de WestJet, en préparation de décollage vers Hamilton.

En 1936, Transports Canada et le gouvernement local ont discuté de la possibilité pour la construction d'un aéroport pour les routes aériennes trans-canadiennes. Le site de Léger's Corner fut un mauvais endroit pour l'expansion, et ils ont finalement choisi un nouvel endroit près de Lakeburn comme le nouveau site de l'aéroport. Une première piste pavée ainsi que deux pistes supplémentaires en terre battue furent construites.
En mars 1940, le département national de la défense du Canada ouvrit une école d'aviation militaire sous la direction du plan d'entraînement du Commonwealth Britannique. L'école a entraînée des pilotes de guerre pour les nations du Commonwealth. Un nouvel hangar fut construit à l'aéroport durant la guerre pour servir de fonctions de réparations et de maintenance.
Durant les années 1940, les services aériens pour civils s'expendit pour relier l'aéroport à de nouvelles destinations telles que Montréal–Trudeau, Halifax–Stanfield, Calgary, Sydney, Saint-Jean (NB), Frédéricton et Terre-Neuve-et-Labrador. Le hangar de Trans-Canada Airlines (aujourd'hui Air Canada), devint la location du premier terminal pour avions. En 1952, un hangar plus grand fut converti en terminal d'aéroport moderne, mais peu après sa construction, il fut détruit pour un feu. En 1953, un terminal de remplacement fut construit.

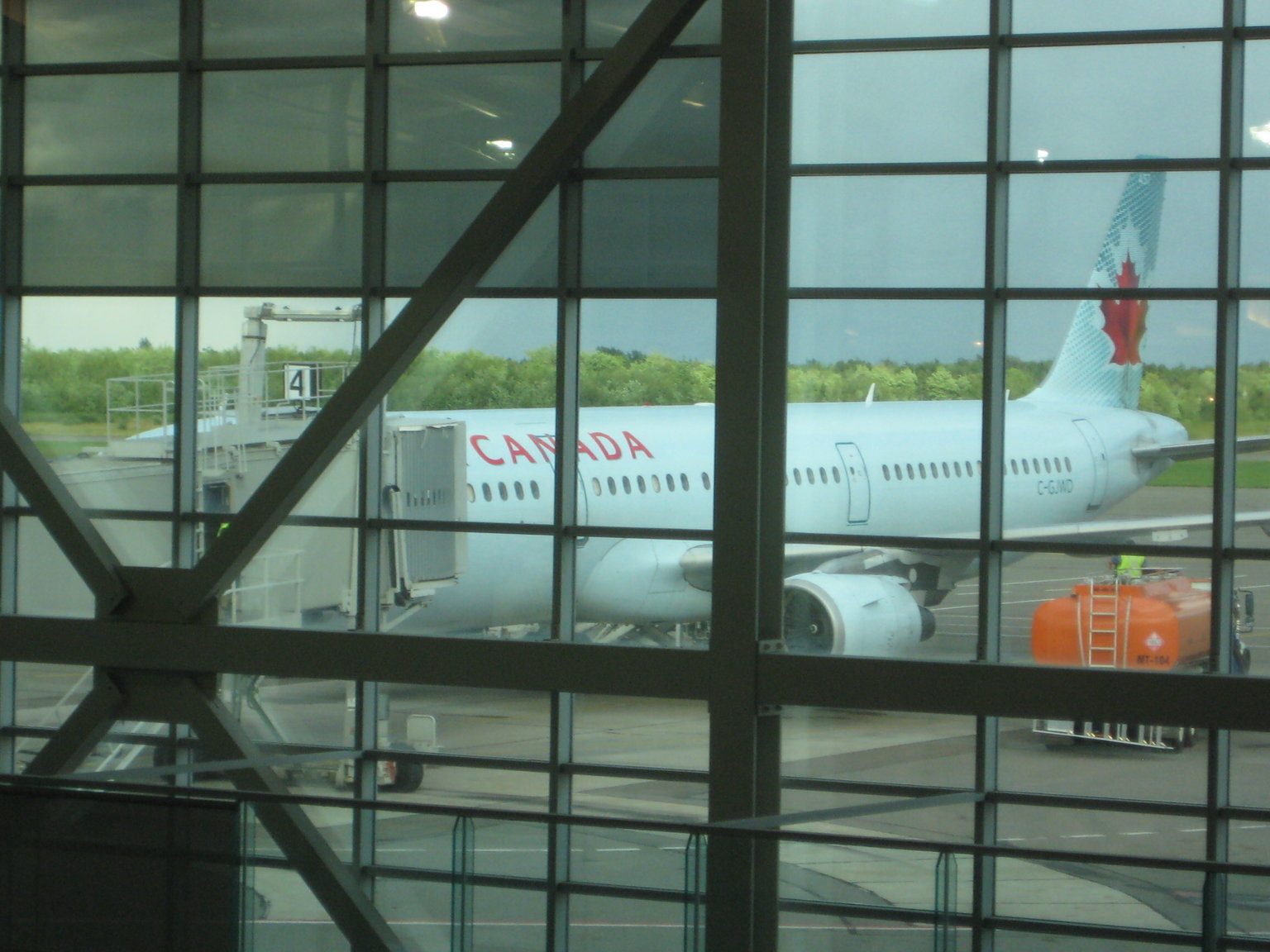
Un Airbus A321 d'Air Canada à Moncton.

De nombreuses expansions en 1964 ont amené plusieurs changements à l'aéroport, incluant une tour de contrôle et un nouveau bâtiment d'opérations. En 1976, le terminal fut à nouveau agrandi.
Durant les années, plusieurs rénovations furent effectuées sur le terminal, incluant, dans les années 1998-99, la construction d'une zone d'arrivées internationales pour subvenir au huitième sommet de la francophonie de 1999. La construction d'une large aire de trafic aérien fut construite en même temps, de l'autre côté de l'aéroport, qui deviendra plus tard le lieu du terminal international actuel. Elle fut mise en service à l'époque des attentats du 11 septembre 2001, alors que l'espace aérien au-dessus de l'Amérique du Nord était complètement perturbé. Une douzaine de vols contenant au total plus de 2 000 passagers furent détournés vers l'aéroport. En mai 2001, le nouveau terminal des vols internationaux fut complété et ouvrit officiellement ses portes en 2002 par la reine Élisabeth II. L'aéroport du grand Moncton est l'aéroport le plus fréquenté du Nouveau-Brunswick, accueillant plus de 500 000 passagers par année.
En mai 2006, Continental Airlines (aujourd'hui United Airlines) lança le service direct avec les États-Unis avec un vol quotidien vers New York (Newark–Liberty), à Newark, au New Jersey.
De plus, en juin 2010, Porter Airlines lança un service avec Ottawa–MacDonald-Cartier. Cette route se poursuit aussi par la suite vers Toronto–Bishop, l'aéroport de Toronto près du centre-ville.
FedEx Express et Purolator Courier ont tous les deux de larges hangars présents sur le site de l'AIGM.

## Localisation

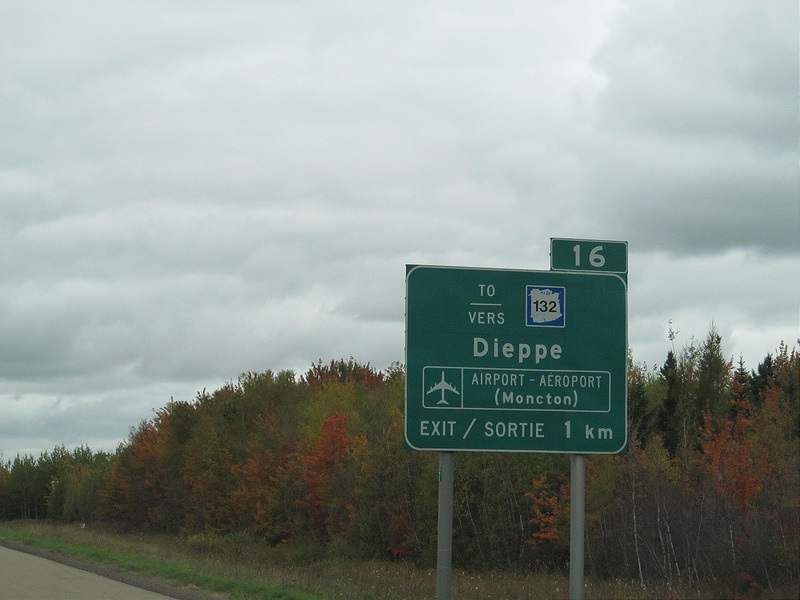
Panneau routier bilingue indiquant Dieppe et l'aéroport (route 16).

L'aéroport international Roméo-LeBlanc est situé dans la couronne nord-est de la ville, juste au nord-est de la ville de Dieppe, au nord du quartier de Lakeburn, juste au sud de l'échangeur entre la route 2 (route Transcanadienne) et la route 15. Il est à exactement 7,4 kilomètres du centre-ville de Moncton.
Les coordonnées exactes de l'aéroport sont 46.06° nord et -64.41° ouest.
Le territoire sur lequel est construit l'aéroport est relativement plat, légèrement forestier et urbanisé, alors que la ville de Dieppe prend fin peu à peu.

### Carte des aéroports du Réseau National du Canada
| \| 300 km1:20 691 000 \| Calgary Charlottetown Edmonton Fredericton Gander Moncton Halifax Iqaluit Kelowna London Montréal–Mirabel Montréal–Trudeau Ottawa Prince George Québec Regina Saint-Jean Saskatoon Saint-Jean de T.-N. Thunder Bay Toronto Pearson Vancouver Victoria Whitehorse Winnipeg Yellowknife |
| 300 km1:20 691 000 |

## Accessibilité
Il faut environ 6 à 9 minutes de route depuis le centre de Moncton pour se rendre jusqu'à l'aéroport YQM, via la route 15, qui quitte la ville par le nord-est, vers Shédiac et la Nouvelle-Écosse. La sortie 17, depuis la 15 est seulement, relie directement au stationnement de l'aéroport. Par contre, les automobilistes venant de l'ouest doivent prendre la sortie 16,1 kilomètre plus loin, revenir sur ses pas sur la 15 est, puis sortir à la sortie 17. Outre que par la 15, l'avenue de l'aviation (Aviation Avenue) relie la route 132 à l'aéroport en étant parallèle à la route 15.

## Terminal
Le terminal de l'aéroport est axé nord-est / sud-est. Le stationnement couvre la partie nord-ouest, coupé de l'aéroport par la rue en boucle, l'avenue de l'Aviation. À l'intérieur même du terminal, toutes les aires de restaurants sont situées dans la partie nord-ouest de l'aéroport. Les douanes sont situées au centre, puis la section des arrivées et départs, nationaux ou internationaux, est située, quant à elle, tout près des pistes, dans le coin sud-est. Le bâtiment de la direction est situé plus au sud.
Il possède 2 portes d'embarquements, soit les portes 1/2 et 3/4. Toutes les deux sont des ponts aériens.

## Pistes
Deux pistes sont présentes à l'aéroport de Moncton.
La première, la piste 06/24, possède une orientation nord-est / sud-ouest, et est longue de 1 875 mètres. Elle sert à la fois de piste d'atterrissage et de décollage.
L'autre, la piste 11/29, possède une orientation est-ouest, et mesure un peu plus de 2 400 mètres. Elle sert à la fois de piste d'atterrissage et de décollage.

## Statistiques
C'est le 145e aéroport nord-américain, avec 552 629 passagers qui y ont transité en 2010.
Le graphique qui aurait dû être présenté ici ne peut pas être affiché car il utilise l'ancienne extension Graph, désactivée pour des questions de sécurité. Des indications pour créer un nouveau graphique avec la nouvelle extension Chart sont disponibles ici.

Voir la requête brute et les sources sur Wikidata.

## Compagnies aériennes et destinations

### Passagers
| Compagnies         | Destinations |
| ------------------ | --- |
| Air Canada         | Toronto (Pearson) En saison: Montréal (P.-E.-Trudeau) |
| Air Canada Express | En saison: Montréal (P.-E.-Trudeau) |
| Air Canada Rouge   | Montréal (P.-E.-Trudeau), Toronto (Pearson) |
| Air Transat        | En saison : Cancún, Orlando, Punta Cana, Varadero-J.-G.-Gómez |
| PAL Airlines       | Deer Lake (TN et L), Mont-Joli, Saint-Jean (Terre-Neuve), Wabush |
| Porter Airlines    | Ottawa (Macdonald-Cartier), Toronto (Billy Bishop) En saison: Toronto (Pearson) |
| Westjet            | Calgary En saison: Cancún (débute le 5 février 2026), Cayo Coco (J. del Rey) (débute le 7 février 2026), Edmonton, Montego Bay-Donald Sangster (débute le 8 février 2026), Puerto Plata - Gregorio Luperón (débute le 6 février 2026), Punta Cana (débute le 7 février 2026), Varadero-J.-G.-Gómez (débute le 9 février 2026) |

Édité le 06/04/2025

### Cargo
| Compagnies aériennes                                        | Destinations des vols                          |
| ----------------------------------------------------------- | ---------------------------------------------- |
| Cargojet Airways                                            | Halifax–Stanfield, Montréal–Trudeau            |
| FedEx Express opéré par Morningstar Air Express             | Halifax–Stanfield                              |
| Bluebird Cargo                                              | Reykjavik–Keflavík                             |
| Purolator Courier opéré par Kelowna Flightcraft Air Charter | Hamilton–Munro, Montréal–Mirabel               |
| SkyLink Express                                             | Halifax–Stanfield, Miramichi, Montréal–Mirabel |
| UPS Airlines opéré par Bluebird Cargo                       | Reykjavik–Keflavík                             |